# Stadtblänke Minden

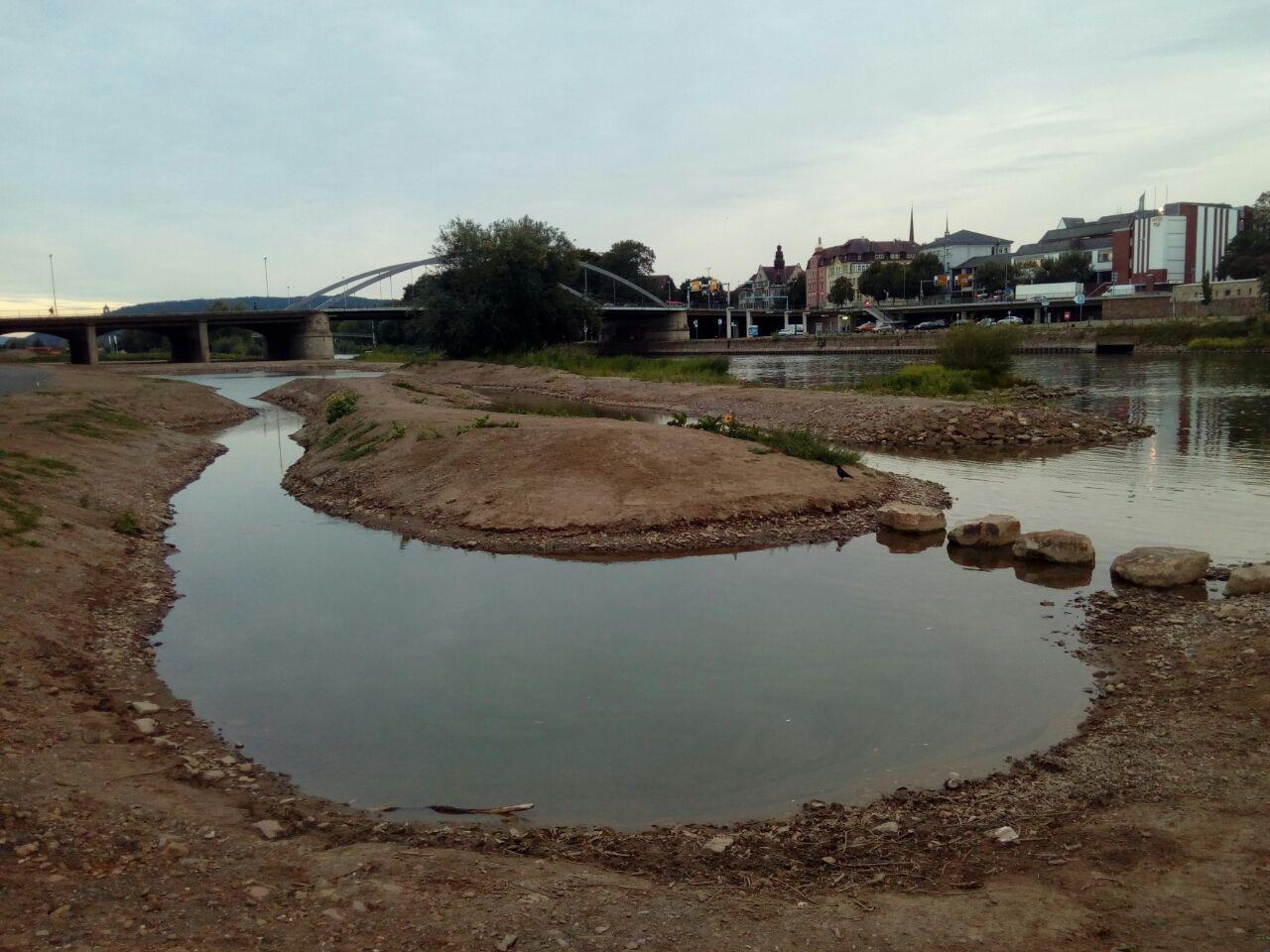
Die Stadtblänke Minden im Bauzustand mit Trittsteinen

Die Stadtblänke Minden ist ein Biotop und Überflutungsbereich am östlichen Ufer der Weser in der ostwestfälischen Stadt Minden in Nordrhein-Westfalen. Die Blänke wird auch als Löfflerblänke beschrieben, nach dem Namen einer in der Nähe gelegenen ehemaligen Fruchtsaftfabrik.

## Lage
Die Stadtblänke befindet sich am Ostufer der Weser auf der ehemaligen Weserinsel Brückenkopf im Stadtteil Rechtes Weserufer. Das Gelände gehört dem Wasserstraßen- und Schifffahrtsamt Minden. Eine Blänke ist ein Ufersaum, der je nach Wasserstand von dem Fluss überflutet wird oder trockenfällt. Die sich entwickelnde Fauna und Flora ist an diese Lebensumstände besonders gut angepasst. Die Aufweitung des Querschnitts des Flusses sorgt für einen besseren Hochwasserschutz und Abfluss der Hochwasserwelle.

## Geschichte
Der Antrag zur Einrichtung der Stadtblänke, der auf eine Initiative des Vereins Weserfreunde Minden zurückgeht, wurde 2015 von der Bezirksregierung Detmold genehmigt.  Die Arbeiten wurden staatlich gefördert und durch das Büro Sönnichsen & Partner begleitet. Die Erdarbeiten wurden im Jahre 2019 durchgeführt.
Etwas nördlich fand sich an diesem Ufer das mit Weserwasser gespeiste Ludwigsbad. Es wurde in den 1950er Jahren stillgelegt, da die Wasserverschmutzung der Weser diese Nutzung nicht mehr zuließ.

## Pegelschlange

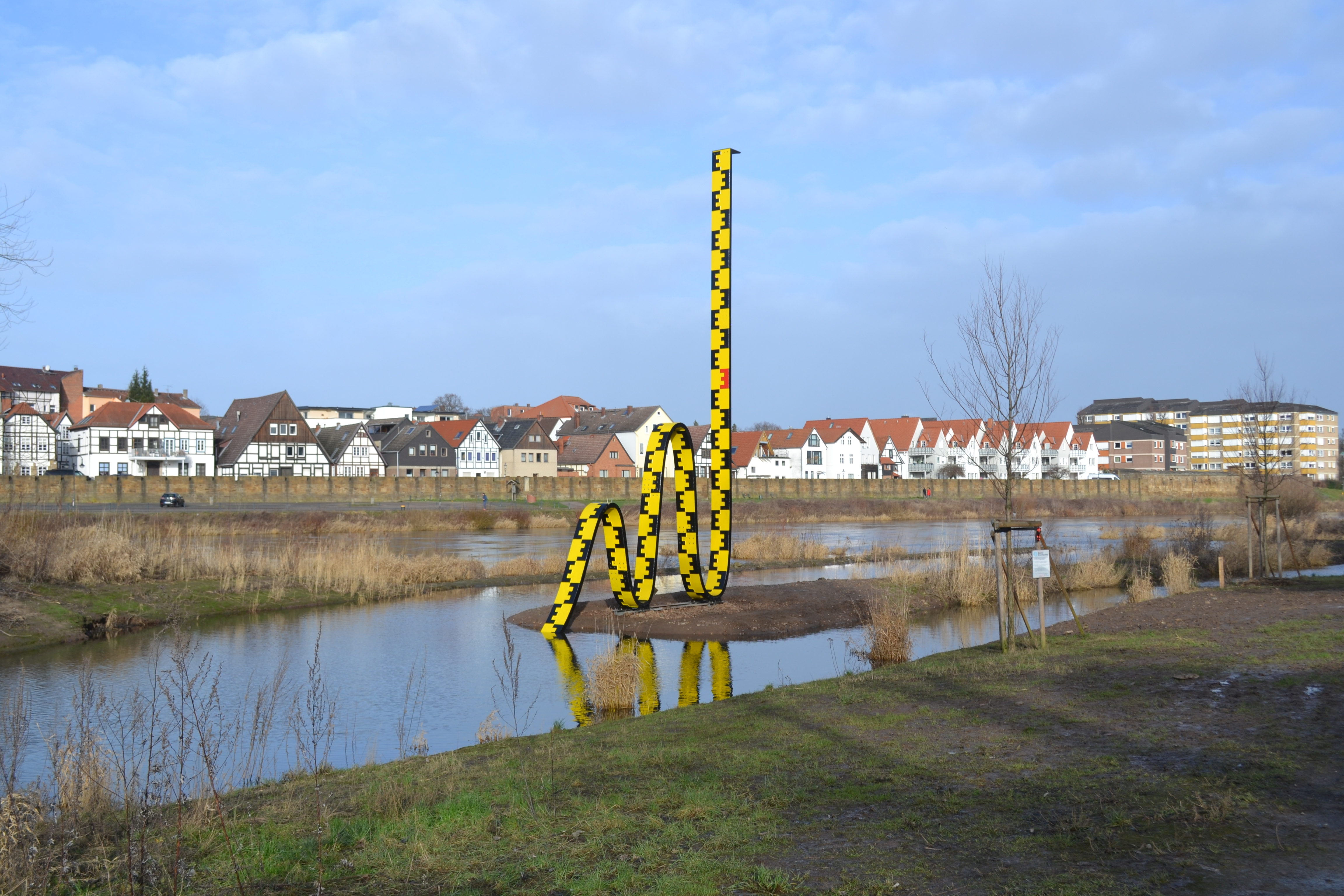
Skulptur vor der Fischerstadt im Hintergrund

Im Januar 2022 wurde das vom Künstlerkollektiv „Inges Idee“ geschaffene Skulptur „Vorausschauenden Maßnahme“, im Volksmund „Pegelschlange“ genannt, auf dem Gelände aufgestellt. Die Skulptur ist 11,20 m hoch und wurde während der Aufstellung als Kunst im öffentlichen Raum intensiv diskutiert.